# Orazio Gnerre
Orazio Gnerre (Benevento, 11 agosto 1925 – Benevento, 16 febbraio 2022) è stato un linguista, traduttore e saggista italiano.

## Biografia
Cultore di studi umanistici, conseguì la maturità classica presso il Liceo "Pietro Giannone" di Benevento e la laurea in Lettere Moderne presso l'Università Federico II di Napoli. Durante la gioventù fu fondatore e direttore del settimanale, a tiratura nazionale, "Ambra. Etica, politica e letteratura".
Docente di latino e di lingua e letteratura italiana e dal 1984 al 1991 dirigente scolastico presso la scuola "Federico Torre" di Benevento, pubblicò testi di linguistica e di letteratura italiana e latina con le case editrici Mondadori, Mursia, Loffredo, Giunti, Barjes, Cedim. Scrisse articoli per le riviste "Alla bottega" di Milano, "Scuola e didattica", "Tuttoscuola", "Anno Zero", "Fiera Letteraria" e "Maia". Curò traduzioni e antologie su numerosi autori letterari come, ad esempio, Gilbert Keith Chesterton, Nikolaj Gogol, Marco Polo. I suoi studi successivi riguardarono principalmente la cultura latina, la linguistica e la didattica.
Fondò la scuola "Dante Alighieri" e la scuola "Europa" a Benevento. Fu inoltre docente universitario, con un corso su Dante Alighieri tenuto presso l'Istituto Superiore di Scienze Religiose (ISSR) nella stessa città. Fece parte del comitato direttivo "Centro Studi Sannio".
Autore di poesie, nel 1964 si classificò 3° al Festival Nazionale di poesia, tenutosi a Roma.
Fu componente del gruppo di lavoro per l'aggiornamento didattico e la sperimentazione presso il Ministero della Pubblica Istruzione. Il 2 giugno 1987 venne insignito dell'Ordine al Merito della Repubblica Italiana con il grado di Ufficiale.
Orazio Gnerre è deceduto nel 2022, a 96 anni e mezzo.

## Vita privata
Era sposato con Pasqualina Facchiano (1934-2025). Ebbe quattro figli: Edmondo (1953), Giuseppina (1954), Ersilia (1957) e Corrado (1962).

## Pubblicazioni

### Saggi e manuali
- Orazio Gnerre, Questo è il latino. Testo utile per la presentazione del latino agli alunni di II media, Roma, Barjes, 1965.
- Orazio Gnerre, Dal palatino all'Eufrate. Testo di civiltà e lingua latina per la II media, Roma, Barjes, 1965.
- Orazio Gnerre, Dal palatino all'Eufrate. Testo di civiltà e lingua latina per la III media, Roma, Barjes, 1965.
- Orazio Gnerre, Sulle rive del Tevere. Corso di civiltà e lingua latina per la scuola media, Bologna, Barjes, 1966.
- Orazio Gnerre, Latine Loqui 1. Corsi di latino per Licei scientifici e Magistrali, Roma, Barjes, 1968.
- Orazio Gnerre, Latine Loqui 2. Corsi di latino per Licei scientifici e Magistrali, Roma, Barjes, 1968.
- Orazio Gnerre, Latine Loqui 3. Corsi di latino per Licei scientifici e Magistrali, Roma, Barjes, 1968.
- Orazio Gnerre, La lingua nel tempo. Testo per l'insegnamento della lingua italiana con riferimenti alla sua origine latina e alla sua evoluzione storica per le classi di scuola media, Firenze, Giunti, 1978.
- Orazio Gnerre, Società e letteratura. Profilo storico-critico della letteratura italiana. Dalle origini al Quattrocento, Milano, Cedim, 1979.
- Orazio Gnerre, Società e letteratura. Profilo storico-critico della letteratura italiana. Dal Cinquecento alla fine del Settecento, Milano, Cedim, 1979.
- Orazio Gnerre, Società e letteratura. Profilo storico-critico della letteratura italiana. L'Ottocento e il Novecento, Milano, Cedim, 1979.
- Orazio Gnerre, Eugenio Baldoni, Rossella Borgna Orsini, Elementi di educazione fisica e sanitaria per la scuola media, Firenze, Giunti, 1982.
- Orazio Gnerre, Eugenio Baldoni, Rossella Borgna Orsini, Elementi di educazione fisica e sanitaria per la scuola media. Seconda edizione, Firenze, Giunti, 1989.
- Orazio Gnerre, Lingua e cultura latina. Sistemazione grammaticale. Per i Licei e gli Istituti Magistrali, Napoli, Loffredo, 2006.
- Orazio Gnerre, Lingua e cultura latina. Lectio. Per i Licei e gli Istituti Magistrali. Volume I, Napoli, Loffredo, 2006.
- Orazio Gnerre, Lingua e cultura latina. Lectio. Per i Licei e gli Istituti Magistrali. Volume II, Napoli, Loffredo, 2006.
- Orazio Gnerre, Gianandrea De Antonellis, Kultur. Panorama storico-critico della letteratura italiana, Benevento, Edizioni Il Chiostro, 2007.
- Orazio Gnerre, Racconti impossibili, Benevento, Edizioni Il Chiostro, 2010.
- Orazio Gnerre, Un mare di nebbia, Roma, Europa Edizioni, 2015.

### Curatele e traduzioni
- Lucio Apuleio, La favola di Psiche. Riduzione con testo a fronte per la III classe di Scuola Media, Milano, Mondadori, 1965.
- Aa. Vv., Latinae voces. Antologia latina di prose narrative e di poesie per la terza classe della scuola media, Milano, Mondadori, 1967.
- Marco Fabio Quintiliano, Istitutio oratoria. Passi pedagogici tratti dai libri I e II di Quintiliano, Milano, Mondadori, 1970.
- Gilbert Keith Chesterton, Padre Brown. Il prete poliziotto, Milano, Mursia, 1988.
- Gilbert Keith Chesterton, Padre Brown. Il prete poliziotto. Seconda edizione, Milano, Mursia, 1993.
- Aa. Vv., Le belle fiabe italiane dal 1500 ad oggi, Milano, Mursia, 1995.
- Nikolaj Gogol, Il cappotto, Napoli, F.lli Conte, 1995.
- Aa. Vv., La novella italiana nei secoli, Napoli, Loffredo, 1996.
- Aa. Vv., La novella italiana nei secoli. Seconda edizione, Napoli, Loffredo, 1997.
- Aa. Vv., La novella italiana nei secoli. Terza edizione, Napoli, Loffredo, 2002.
- Aa. Vv., Le più belle pagine di viaggi ed esplorazioni, Napoli, Loffredo, 2002.